# 양송희
양송희(1988년 9월 23일 ~ )는 대한민국의 가수 겸 보디빌더 이다. 2015년 OST 앨범 [이브의 사랑 OST Part 2]로 데뷔했다.

## 방송
- 미스트롯3 (2023) - Top45

## 음반
- 이브의 사랑 OST Part.2 (2015)
- 1st 독같은 말 (2017)
- BETTER NOW (2023)
- 미스트롯3 1:1 서바이벌 베스트 PART2 (2023)

## 수상
- 제1회 별미친 오디션 우승 (2010)